# Бротнице
Бротнице (на хърватски: Brotnice) е село в Хърватия, разположено в община Конавле, Дубровнишко-неретванска жупания. Намира се на 438 метра надморска височина. Населението му според преброяването през 2011 г. е 31 души. При преброяването на населението през 1991 г. има 34 жители, от тях 34 (100,00 %) хървати.

## Население
Численост на населението според преброяванията през годините:
- 1857 – 110 души
- 1869 – 95 души
- 1880 – 102 души
- 1890 – 104 души
- 1900 – 87 души
- 1910 – 96 души
- 1921 – 94 души
- 1931 – 91 души
- 1948 – 72 души
- 1953 – 78 души
- 1961 – 70 души
- 1971 – 51 души
- 1981 – 33 души
- 1991 – 34 души
- 2001 – 34 души
- 2011 – 31 души